# Вулф фон дер Малсбург
Вулф фон дер Малсбург (на немски: Wulf von der Malsburg; † 1463) е благородник от род фон дер Малсбург в окръг Касел в Северен Хесен.
Резиденцията на фамилията е замък Малсбург, който е от 1120 г. собственост на господарите фон дер Малсбург.
Той е син на Щебен фон дер Малсбург († 1418) и съпругата му Леса Волф фон Гуденсберг († сл. 1413), дъщеря на Тило Волф фон Гуденсберг († ок. 1405) и Юта фон Бюрен († сл. 1399), дъщеря на Бартхолд IV фон Бюрен. Внук е на Щебен фон дер Малсбург (* ок. 1315; † пр. 1380) и Юта фон Падберг, дъщеря на Йохан фон Падберг и Юта фон Щромберг.
Брат му Ото фон дер Малсбург († 1476) се жени за Неза фон Бойнебург и има син Ото фон дер Малсбург († 1504). Сестра му Катарина (Анна) фон дер Малсбург се омъжва за Херман фон Трот цу Золц († 1436), рицар, таен съветник на ландграф Лудвиг II фон Хесен (1438 – 1471) и опекунски съветник на херцог Хайнрих фон Брауншвайг (1411 – 1473).

## Фамилия
Вулф фон дер Малсбург се жени за Ермгард фон Папенхайм (* ок. 1385; † сл. 1440), дъщеря на
Бургхард фон Папенхайм († 1451) и Хилдбург фон Падберг († пр. 1439). Те имат пет деца:
- Маргарета фон дер Малсбург (* ок. 1482), омъжена ок. 1501 г. в Падерборн за Корд фон Хакстхаузен (* ок. 1468, Падерборн; † пр. 1558), син на Готшалк фон Хакстхаузен († сл. 1482) и Илза фон Каленберг
- Аделхайд фон дер Малсбург, омъжена за Хайденрайх фон Каленберг († пр. 1445)
- Герлах фон дер Малсбург (* пр. 1486; † сл. 1492)
- Елизабет фон дер Малсбург († сл. 1450), омъжена ок. 1430 г. за Хартман фон Юден ’Млади’ (* 1405; † сл. 1479)
- Илза фон дер Малсбург, омъжена за Лудвиг фон Зерсен († сл. 1469)